# Bill Anoatubby
|  | Dieser Artikel wurde auf den Seiten der Qualitätssicherung des Projektes Politiker eingetragen. Hilf mit, ihn zu verbessern, und beteilige dich an der Diskussion! |

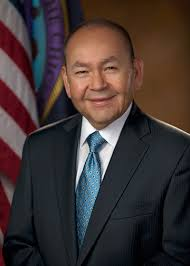
Bill Anoatubby, 2014

Bill Anoatubby (* 8. November 1945) ist seit 1987 Gouverneur der Chickasaw-Nation, einer nordamerikanischen Indianer-Nation in Oklahoma.

## Leben
Anoatubby besuchte staatliche Schulen in Tishomingo, Oklahoma. Nachdem er 1964 seinen Abschluss an der Tishomingo High School machte, ging er auf das Murray State College, ein Community College im Südosten Oklahomas. Dort erhielt er 1970 einen Associate Degree in Betriebswirtschaftslehre. Anschließend studierte Anoatubby am East Central College, wo er 1972 einen Bachelor in Rechnungswesen erhielt.
Nach Beendigung seines Studiums wurde er die nächsten Jahre in der Privatwirtschaft tätig. Im Juli 1975 begann er für die Chickasaw Nation zu arbeiten. Zuerst war er Direktor der Gesundheitssystems des Stammes. 1976 wurde er in die Finanzabteilung versetzt.
In der zweiten Hälfte des Jahres 1979 wurde Anoatubby erstmals zum Lieutenant Gouverneur der Chickasaw Nation gewählt. Im Oktober 1983 erfolgte seine Wiederwahl. 1987 wurde er zum 30. Gouverneur der Chickasaw Nation gewählt. Er konnte alle darauf folgenden Gouverneurswahlen für sich entscheiden und bekleidet seit 2015 seine achte Amtszeit.
Anoatubby ist Ehrendoktor des Bacone College (2012), der University of Oklahoma (2014), der Oklahoma City University (2015) und der Oklahoma State University (2016).